# Stan Wagner
Ulysses Stanley Wagner, detto Stan (Pueblo, 2 marzo 1908 – Winnipeg, 11 ottobre 2002), è stato un hockeista su ghiaccio canadese.

## Palmarès

### Olimpiadi invernali
- Oro a Lake Placid 1932 nell'hockey su ghiaccio.